# 中島奏
中島 奏（なかしま かなで、1964年10月3日 - ）は、岐阜県出身の女優である。スーパー・エキセントリック・シアター（SET）所属。

## 人物
19歳で劇団員募集のオーディションに合格、入団。24歳で結婚のため劇団を一旦辞め、12年間専業主婦として、子ども中心の生活を送ってきたが、SET座長である三宅裕司の夫人より主婦グループへの参加勧誘により復活。現在に至っている。
趣味は酒を飲むことで、特技は歌を歌うこと。

## 出演

### テレビドラマ
- やんパパ（TBS、2002年）
- ドラマブロードウェイ「女子寮の5つの扉　208号〜君こそスターだ!」（2002年）
- 麻婆豆腐の女房（NHK総合、2003年）
- 金曜エンタテイメント（フジテレビ）
  - 「神様、何するの…」（2003年） - 看護婦 役
- ディビジョン1「15歳のブルース」（2005年、フジテレビ） - 真田共恵 役
- 離婚弁護士新春スペシャル（2005年、フジテレビ）
- ブザー・ビート〜崖っぷちのヒーロー〜 最終話（2009年、フジテレビ）
- 孤独のグルメ Season3 第3話 （2013年7月24日、テレビ東京） - かどや・おばさん 役
- 家売るオンナ 第3話（日本テレビ、2016年） - 足立クラブのマダム 役
- 警視庁ゼロ係（2018年） ‐ 諸岡雅美

### 人形劇
- 西遊記外伝 モンキーパーマ（2013年、tvk、テレ玉、チバテレ、群テレ、とちテレ、MTV、KBS京都、サンテレビ、OHK、ひかりTV）-  腐鳳中 役

### その他のテレビ番組
- 週刊こどもニュース（NHK総合、2005年4月 - 2008年3月） - 5代目お母さん 役
- あさイチ（NHK総合、2015年 - ） - 「女のホケン室」のピン子さん 役 ※ 不定期出演

### CM
- モービル石油
- サンテAL
- オカムラシステムキッチン
- 三井住友VISAカード エアロビ編（2002年）
- とろけるシチュー（2002年）
- 日本興亜損保（2005年）
- H.I.S（2006年）

### 舞台
- 劇団SET「タイツ時代」（2006年7月・六本木俳優座劇場）
- 劇団SET「タイツ博」（2005年9月・新国立劇場 小劇場）
- 劇団SET「タイツ祭り」（2004年9月・銀座博品館劇場）
- 劇団SET「タイツ道」（2004年4月・スフィアメックス）

### ネット配信ドラマ
- AKBホラーナイト アドレナリンの夜 第38話「見知らぬ家族」（2016年2月18日、ビデオパス・テレ朝動画）